# Sveučilište Južnog Pacifika
Sveučilište Južnog Pacifika (franc.: Université du Pacifique Sud, engl.: University of the South Pacific) je javno međunarodno sveučilište koje okuplja države Južnog Pacifika. Međunarodno je središte za proučavanje pacifičke kulture, tradicije, povijesti i okoliša, koje surađuje s visokoškolskim ustanovama u Australiji, Novom Zelandu, Jugoistočnoj Aziji i drugdje. Osnovano je 1968. godine s obrazovnim i predavačkim sustavom po uzoru na države Britanske zajednice naroda (Commonwealtha).
Sveučilište Južnog Pacifika jedino je sveučilište na području Oceanije, zbog čega obiluje smjerovima i predmetima i uživa visoki ugled u Australiji, Havajima i Guamu, odakle dolazi gotovo trećina svih studenata. Predavanja se odvijaju na engleskom i francuskom, a u sveučilišnim kampovima i na mjesnim jezicima.
Rad sveučilišta novčano podmiruju vlade 12 pacifičkih zemalja: Cookovog otočja, Fidžija, Kiribatija, Maršalovih otoka, Naurua, Niue, Samoe, Solomonskih otoka, Tokelaua, Tonge, Tuvalua i Vanuatua, koje su i zajednički vlasnici i korisnici sveučilišta.

## Smjerovi i programi
Na Svečilištu Južnog Pacifika može se steći diploma, doktorat ili magistrat iz sljedećih područja:
- Učiteljski smjer i pedagogija;
- Turizam;
- Novinarstvo;
- Agronomske znanosti;
- Upravljanje okolišem;
- Prirodoslovlje (fizika, zemljopis, geofizika, matematika);
- Geomatika;
- Tehnološke znanosti;
- Računarstvo i informatika;
- Ekonomske znanosti i bankarstvo;
- Knjigovodstvo;
- Pravo i politologija;
- Društvene znanosti (antropologija, komunikologija).